# ايلو بعدي

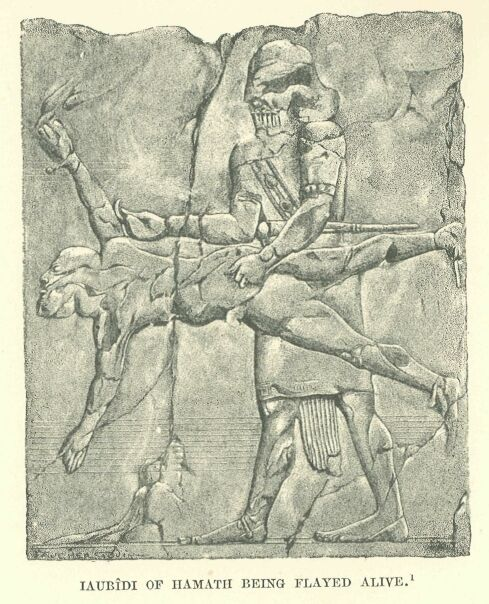
نقش آشوري يبين فيه (ياهو-بيهدي) وهو يتم سلخه على قيد الحياة.

أيلو بعدي أو ياوبيدي أو ياهو- بعدي أو ياهو- بيدي، كان حاكم حماة المعين من قبل الحكومة الآشورية. والذي أعلن التمرد على الحكم الآشوري في زمن سرجون الثاني ونصب نفسه ملكا على حماة سنة 720 قبل الميلاد، ولكن ثورته فشلت بسرعة وقمعت بقسوة. وقام الآشوريين بسلخ جلده وهو على قيد الحياة ومن ثم قاموا بقتله. وقعت ثورته تقريبا بعد وقت قصير من من الحملة التي قام بها سرجون الثاني وغزوه لمملكة إسرائيل، وتزامنت تقريبا في وقت واحد مع الثورات في بلاد بابل وكذلك في أرفاد ودمشق وأماكن أخرى من بلاد الشام.

## أصوله
اختلف المؤرخين والباحثين في تحديد أصوله، فمنهم من أرجعه إلى القبائل السور-حيثية، ولكن من خلال ملاحظة اسمه، يوحي لنا بأنه قد يكون من بني إسرائيل ولا سيما اسمه مرتبط باسم (ياهو) إله اليهود ومعنى اسمه (الإله خلقني)، أما باقي الباحثين قفد ردوه إلى أصول آرامية.

## ثورته على آشور
كان ايلو بعدى ملكاً على حماة، وكان قد أحتفظ بعرشه بعد أن وافق على تأدية الجزية مقابل البقاء على منصبه وتكون تبعيته للدولة الآشورية. وكانت مصر تلح عليه بمحالفتها بعد ان حملت خانون ملك غزة على التحالف معها، وحمل ملك حماة معه في الثورة ضد اشور، أرفاد وسيميسا في فينيقية ودمشق والسامرة. وكانت هذه العواصم في تلك الفترة يحكمها حكام آشوريين ولكن أغلب شعوبها من الآراميين والفينيقيين والاسرائيليين الرافضين لحكم آشور.
و وفقاً للنصوص الآشورية، فإن ملك حماة شكل ائتلافاً لعدد من الممالك ثائرة ضد الإمبراطورية الآشورية. وطبقا لتقديرات الباحثين إلى أن الحافز لفتح تمرد يقوض الوضع الداخلي الإمبراطورية الآشورية في أعقاب صعود سرجون الثاني الذي جاء إلى السلطة بعد وفاة شلمنصر الخامس بالإضافة إلى الحرب الطاحنة التي خاضتها الإمبراطورية الآشورية في الزان مع عيلام متمرد.
أعلن ياوبعدي التمرد على الحكم البابلي وأعلن نفسه ملكاً على حماة ة قام بتجهيز جيشاً قوياً للوقوف ضد الحكم الآشوري.
حاصر ملك آشور شلمنصر الخامس (727 - 722 ق.م) السامرة لمدة ثلاث سنوات، وكان في ذلك الوقت سرجون الثاني (722 - 705 ق.م.) هو قائد الجيش، واستمر الحصار ثلاث سنوات، وفي لحظة سقوط السامرة كان شلمنصر الخامس قد فارق الحياة وتولى خلفه سرجون الثاني الذي أسرع وسلك طريق سلفه شلمنصر الثالث في حملته على قرقور سنة 853 قبل الميلاد، ولاقى الثائرين في كركر على نهر العاصي وهي آنذاك كانت تعتبر موقعاً حربياً في غابة الأهمية في وسط سوريا. وقد ترك سرجون الثاني هناك نقشاً يتحدث عن انتصاراته 
بعد أن قام سرجون الثاني بمحاصرت ياوبعدي في قرقور هو وجنوده، نجح بعد ذلك باقتحام قرقور ومن ثم حرقها بالكامل. ودمر حماة بعد الحصار. وقتل جميع الثوار وألقى القبض على ياوبعدي وأمر بسلخ جلده وهو حي. وبعد ان إستتب الأمر له فرض الجزية على حماة وأخذ منها 2000 مركبة و 600 فرس. وبعد انتصاره على حماة قام سرجون الثاني بترحيل العديد من سكان حماة السامريين وأخذهم كأسرى إلى آشور، واسكن محلهم 6300 اشوري في المدينة التي اقام عليها حاكما اشوريا. ثم اسرع بعد ذلك إلى الجنوب لملاقاة جيوش مصر وكسرها كسرة شنيعة في رافيا (رفح) على حدود فلسطين ومصر فهرب القائد المصري وأسر خانون ملك غزة واخذه إلى اشور".
وبهذين الانتصارين في قرقور ورفح ثبتت اشور سيطرتها على سوريا وفلسطين.